# 波利斯克区

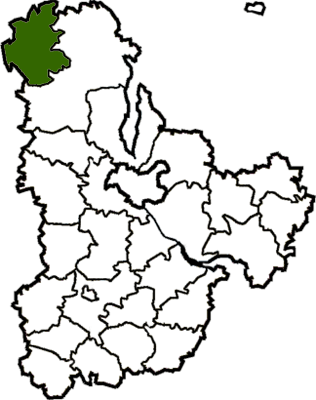
废除前波利斯克区在基辅州的位置

波利斯克区（烏克蘭語：Поліський район），曾是烏克蘭中北部基輔州的一個區，行政中心为克拉夏蒂奇，面積1,288平方公里，2015年人口5,816，人口密度每平方公里4.5人。
该区在2020年7月18日的乌克兰行政区划改革中被撤销，改革后基辅州下分为7个区。